# شربكة دربكة (مسرحية)
شربكة دربكة مسرحية كوميدية اجتماعية كويتية، عرضت في عام 1993 من تأليف سامي الفرج، وإخراج محمد خالد.

## القصة
تدور فكرة المسرحية حول كيفية تطبيق القانون في بلد ما، وكيفية تجاوز القوانين واختراقها من قبل البعض.

## الممثلون
- ولد الديرة.
- طارق العلي.
- باسمة حمادة.
- منى عبد المجيد.
- رضا حسين.
- سعود البناي.
- خالد الخشاب.
- أحمد الأيوب.
- صالح الباوي.